# EXistenZ
(Allegra a Pikul)
eXistenZ è un film del 1999 diretto da David Cronenberg.
Il regista canadese è anche autore del soggetto e della sceneggiatura del film presentato in concorso al Festival internazionale del cinema di Berlino.

## Trama
In un futuro imprecisato, le console di gioco di realtà virtuale biotecnologica conosciute come "game pod" hanno sostituito quelle elettroniche. I pod si attaccano alle "bioporte", connettori inseriti chirurgicamente nella spina dorsale dei giocatori. Due aziende di giochi, Antenna Research e Cortical Systematics, competono tra loro. Inoltre, un gruppo di fanatici chiamati "realisti" combatte entrambe le aziende per impedire la "deformazione" della realtà. Allegra Geller di Antenna Research, una game designer di fama mondiale, sta mostrando a un focus group il suo ultimo gioco di realtà virtuale, eXistenZ, che permette al giocatore di vivere una dimensione parallela, del tutto realistica. Un realista di nome Noel Dichter spara ad Allegra nella spalla con una pistola organica con la quale è riuscito a superare i controlli di sicurezza. Mentre la squadra di sicurezza abbatte Dichter, l'addetto al marketing Ted Pikul si precipita da Geller e la scorta fuori.
Geller scopre che il suo pod, che contiene l'unica copia di eXistenZ, potrebbe essere stato danneggiato. Pikul accetta con riluttanza di farsi installare una bioporta nella spina dorsale, in modo che i due possano testare insieme l'integrità del gioco. Allegra lo porta in una stazione di servizio gestita da un contrabbandiere di nome Gas, che gli installa deliberatamente una bioporta difettosa, rivelando al contempo la sua intenzione di uccidere Geller per ottenere la taglia messa sulla sua testa. Pikul uccide Gas, e i due scappano in un ex rifugio sciistico usato da Kiri Vinokur, il mentore di Geller. Vinokur e il suo assistente riparano la capsula danneggiata e installano a Pikul una nuova bioporta. Geller e Pikul entrano nel gioco e si incontrano con D'Arcy Nader, proprietario di un negozio di videogiochi, che fornisce loro nuovi "micro-pod". I due attivano i nuovi pod ed entrano in uno strato più profondo della realtà virtuale, assumendo due nuove identità come lavoratori in una fabbrica di game pod.
Un altro operaio della fabbrica, Yevgeny Nourish, afferma di essere il loro contatto realista. In un ristorante cinese vicino alla fabbrica, Nourish raccomanda loro di ordinare lo speciale per il pranzo. Pikul mangia lo speciale poco appetitoso e costruisce una pistola con le parti non commestibili: una volta terminato, dapprima minaccia sarcasticamente Geller, poi spara al cameriere cinese. Ma il cassiere della fabbrica, Hugo Carlaw, li informa che Nourish è in realtà un agente doppio per la Cortical Systematics, e che il cameriere che Pikul ha ucciso era il contatto effettivo. Alla fabbrica, trovano un pod malato e la Geller lo collega alla sua bioporta, con l'intento di infettare gli altri pod e sabotare la fabbrica, ma qualcosa va storto e Geller si ammala rapidamente. Pikul taglia il cavo e la donna comincia a dissanguarsi, quando Nourish appare con un lanciafiamme e brucia il pod malato, che esplode in spore mortali.
Geller e Pikul si risvegliano al rifugio, dove scoprono che anche il game pod di Geller è malato. Geller ipotizza che Vinokur deve aver infettato la nuova bioporta di Pikul per distruggere il suo gioco e inserisce un dispositivo disinfettante nella bioporta di Pikul. Inaspettatamente, Carlaw riappare come un combattente della resistenza realista e scorta Geller e Pikul, dopo aver ucciso eXistenZ. Prima che Carlaw possa uccidere Geller, Vinokur gli spara alla schiena e la informa, che è un agente doppio della Cortical Systematics e che ha copiato i suoi dati di gioco mentre riparava il suo pod; la donna però uccide Vinokur per vendetta. Pikul rivela allora che lui stesso è un realista mandato ad ucciderla. Geller dice a Pikul che conosceva le sue intenzioni da quando lui le ha puntato la pistola nel ristorante cinese, e lei fa esplodere a distanza il dispositivo di disinfezione nella sua bioporta, uccidendolo.
Improvvisamente, Pikul e Geller si ritrovano seduti su delle sedie in una piccola chiesa abbandonata, davanti a file di banchi, insieme agli altri membri del cast, che indossano tutti dispositivi elettronici blu di realtà virtuale. Nourish spiega che la storia faceva parte di un gioco di realtà virtuale da lui progettato chiamato transCendenZ, prodotto dalla Pilgrimage, e riferisce alla sua assistente Merle che si sente a disagio, perché gli elementi della trama antigioco potrebbero aver avuto origine dai pensieri di uno dei tester. Pikul e Geller si avvicinano a Nourish e lo accusano di distorcere la realtà, prima di ferire a morte lui e Merle. Mentre Pikul e Geller se ne vanno, puntano le loro pistole contro la persona che ha interpretato il cameriere cinese, che prima implora per la sua vita, poi chiede se sono ancora nel gioco. Pikul e Geller stanno insieme in silenzio, senza rispondere.

## Incassi
Costato 15 milioni di dollari, il film ha incassato in America solamente 2 800 000.

## Riconoscimenti
- Festival di Berlino
  - Orso d'argento per l'eccezionale contributo artistico